# Csurgónagymarton
Csurgónagymarton je selo u južnoj zapadnoj Mađarskoj.
Zauzima površinu od 14,82 km četvorna.

## Zemljopisni položaj
Nalazi se na 46° 17′ 45,6″  sjeverne zemljopisne širine i 17° 4′ 49,8″ istočne zemljopisne dužine. 10 je km udaljeno od granice s Hrvatskom.
Čurguj je južno-jugoistočno, Sekral, Porrog i Supal su jugozapadno, Bikežda je zapadno, Nemespátró i Šur (Šurda) su sjeverozapadno, Agnezlački arboretu je sjeverno-sjeverozapadno, Iharos je sjeverno-sjeveroistočno a Berinja nešto sjevernije, Čičovec je istočno te nešto istočnije šuma Baláta-tó, jugoistočno je Zrínyitelep.

## Upravna organizacija
Nalazi se u Čurgujskoj mikroregiji u Šomođskoj županiji. Poštanski broj je 8840.

## Stanovništvo
Csurgónagymarton ima 209 stanovnika (2001.). Skoro svi su Mađari. Manjina je 4,5%, ponajviše Roma.

## Vanjske poveznice
- Panoramio  Arhivirana inačica izvorne stranice od 13. listopada 2016. (Wayback Machine) Crkva u selu